# Echo (esplosivo)
L'Echo è un esplosivo simile all'Ammonal.
Si presenta sotto forma di polvere fine, di colore grigio/grigio scura ed è alterabile dall'umidità.
Venne impiegato durante la prima guerra mondiale.
L'uso di tale esplosivo richiede una capsula detonante d'innesco.